# Murmur
Murmur är ett album med den amerikanska rockgruppen R.E.M., utgivet 1983. Det var gruppens första fullängdsalbum, efter att ha givit ut EP:n Chronic Town året innan.

## Låtlista
Samtliga låtar skrivna av Bill Berry, Peter Buck, Mike Mills och Michael Stipe.
1. "Radio Free Europe" - 4:05
2. "Pilgrimage" - 4:30
3. "Laughing" - 3:55
4. "Talk About the Passion" - 3:23
5. "Moral Kiosk" - 3:32
6. "Perfect Circle" - 3:29
7. "Catapult" - 3:56
8. "Sitting Still" - 3:18
9. "9-9" - 3:03
10. "Shaking Through" - 4:30
11. "We Walk" - 3:01
12. "West of the Fields" - 3:19